# Jonvalova turbina
Jonvalova turbina, sagrađena 1885. Bila je u pogonu oko 100 godina u Ženevi, na crpnoj stanici za poznatu fontanu Jet d'Eau. Ukupno je bilo 17 takvih vodnih turbina.
Nijemac Henschel (1837.) i francuz Feu Jonval (1841.) neovisno jedan od drugoga patentiraju turbinu, kasnije nazvanu Henschel-Jonvalova turbina ili samo Jonvalova turbina. Kod te turbine voda struji usporedno s vratilom, a u tu turbinu je prvi put ugrađen difuzor, tj. izlazna cijev koja omogućava iskorištavanje cijelog raspoloživog pada, iako je rotor turbine bitno podignut iznad donje razine vode.
Ova vrsta turbine ima nešto slabiji stupanj iskorištenja od Francisove turbine. Normalno je radno kolo vodoravno, pa su je u početku i zvali “vodoravno vodeničko kolo”. Ipak je zabilježeno da je radno kolo znalo biti ugrađeno i okomito. U SAD su dalje razvijali Jonvalovu turbinu, jer joj je glavna prednost bila jednostavno održavanje i vrlo rijetki kvarovi.